# Доминиканская Республика на летних Олимпийских играх 1976
Доминиканская Республика принимали участие в Летних Олимпийских играх 1976 года в Монреале (Канада) в четвёртый раз за свою историю, но не завоевали ни одной медали. Сборную страны представляла 10 участников, из которых 1 женщина.